# Vonalfelület
A geometriában az a felület vonalfelület, amelynek minden pontján át húzhatunk egy olyan egyenest, ami az adott felületen halad végig.
Ilyen például a sík, a hengerpalást vagy a kúpfelület.
A vonalfelületet úgy képzelhetjük el, mint egy egyenes térben történő mozgatásának lenyomatát. Pl.  kúpfelületet úgy képezhetünk ezzel a módszerrel, hogy egy egyenes egyik pontját rögzítjük, egy másik pontját pedig körbevezetjük egy körön.

## Kétszeres vonalfelület
Kétszeres vonalfelület az a felület, melynek minden pontján át két különböző rajta fekvő egyenes húzható.
Ilyen például a sík (ez az egyetlen n-szeres vonalfelület, ha {\displaystyle n\geq 3}), a hiperbolikus paraboloid (nyeregfelület) vagy a hiperbolikus hiperboloid.

## Paraméterezés

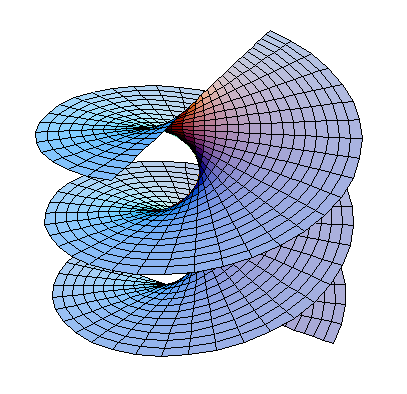
Csavarfelület

A mozgó egyenes leírható az
{\displaystyle S(t,u)=p(t)+ur(t)\ }
egyenlettel, ahol {\displaystyle S(t,u)} a felület általános pontja, {\displaystyle p(t)} a görbén végigfutó pont, {\displaystyle r(t)} az egységgömbön, ami végigköveti a görbét.
Például, ha
{\displaystyle {\begin{aligned}p(t)&=(\cos(2t),\sin(2t),0)\\r(t)&=(\cos t\cos 2t,\cos t\sin 2t,\sin t),\end{aligned}}}
akkor a Möbius-szalag felülete az eredmény.
A vonalfelület paraméterezhető úgy is, hogy {\displaystyle S(t,u)=(1-u)p(t)+uq(t)}, ahol {\displaystyle p} és {\displaystyle q} a felület két, egymást nem metsző görbéje. Például, ha {\displaystyle p(t)} és {\displaystyle q(t)} két kitérő egyenesen fut végig konstans sebességgel, akkor hiperbolikus paraboloidot, vagy egyköpenyű hiperboloidot kapunk.

## Síkba teríthető felület
Egy felület síkba teríthető, ha nyújtás vagy összenyomás nélkül síkba teríthető. Ha egy síkba teríthető felület teljes tér a háromdimenziós térben, akkor vonalfelület, így például a gömb nem teríthető síkba. Fordítva viszont nem áll a dolog. A henger- és kúpfelület például síkba teríthető, de az egyköpenyű hiperboloid már nem. Általánosabban, ha a háromdimenziós térben egy felület síkba teríthető, akkor van olyan vonalfelület, ami tartalmazza. Négy dimenzióban viszont léteznek olyan síkba teríthető felületek, amik nem vonalfelületek.

## Algebrai geometria

Az z=xy egyenletű hiperbolikus paraboloid

Az algebrai geometriában a vonalfelületeket olyan projektív felületekből származtatják, amik minden pontjára illeszkedik egy egyenes, ami teljes egészében a felület része. Ez a feltétel definícióként is szolgál.

## Az építészetben
A kétszeresen vonalazott felületek lehetőséget adnak arra, hogy egyenes építőelemekből görbült felszínt hozzanak létre. Így épülnek hiperbolikus paraboloid alakú nyeregtetők, egyköpenyű hiperboloid alakú hűtőtornyok és szeméttárolók.

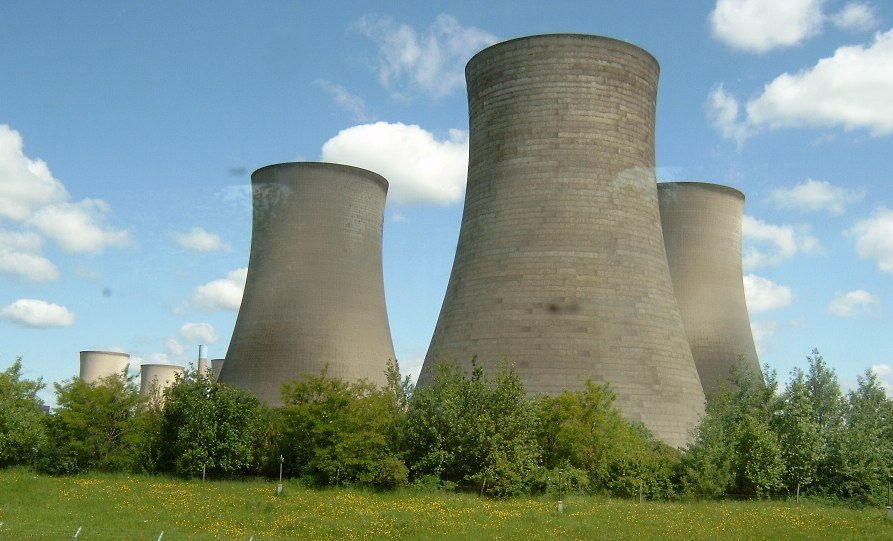
Hiperbolikus hiperboloid alakú hűtőtornyok a Didcot Power Stationnál, Nagy-Britanniában; a felszín kétszeresen vonalazott.
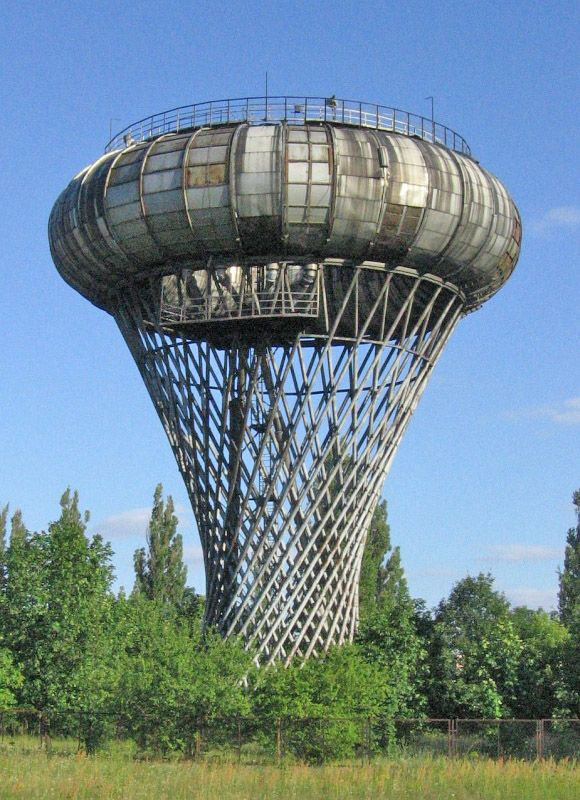
Kétszeresen vonalfelület alakú víztorony toroid tartállyal. Tervezte Jan Bogusławski, Ciechanów, Lengyelország
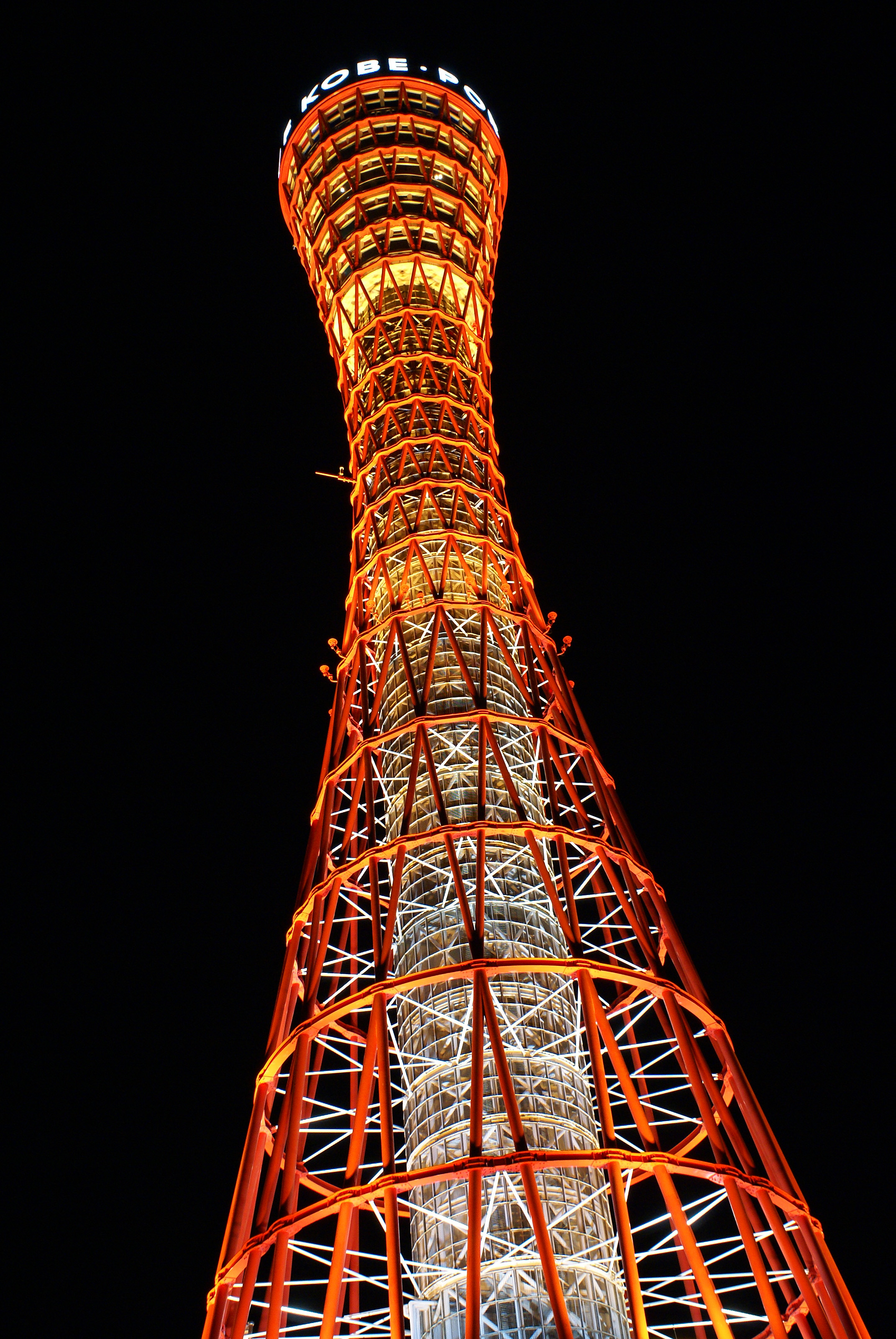
Hiperboloid alakú Kobe Port Torony, Kobe, Japán.
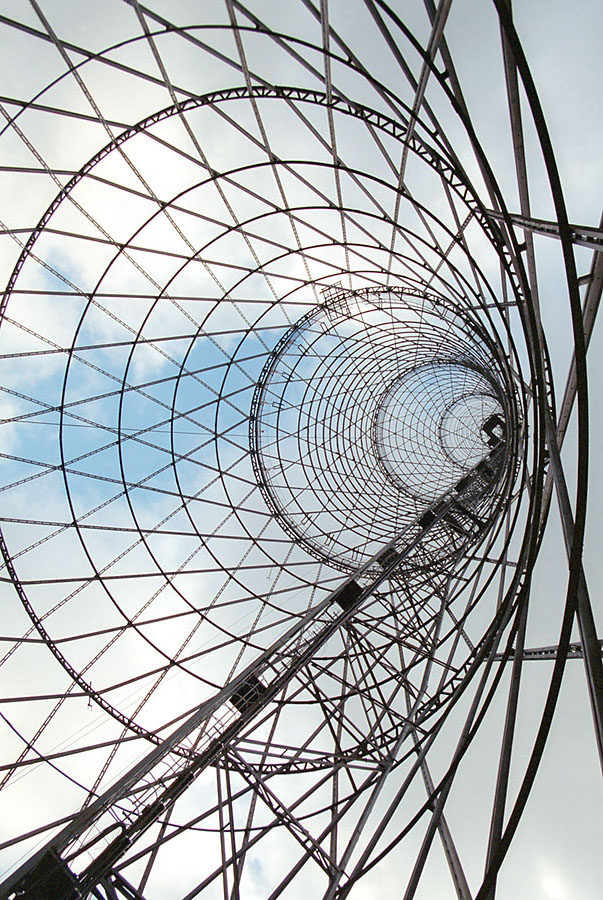
A moszkvai Suhov-torony kettős vonalfelületének rácsszerkezete.
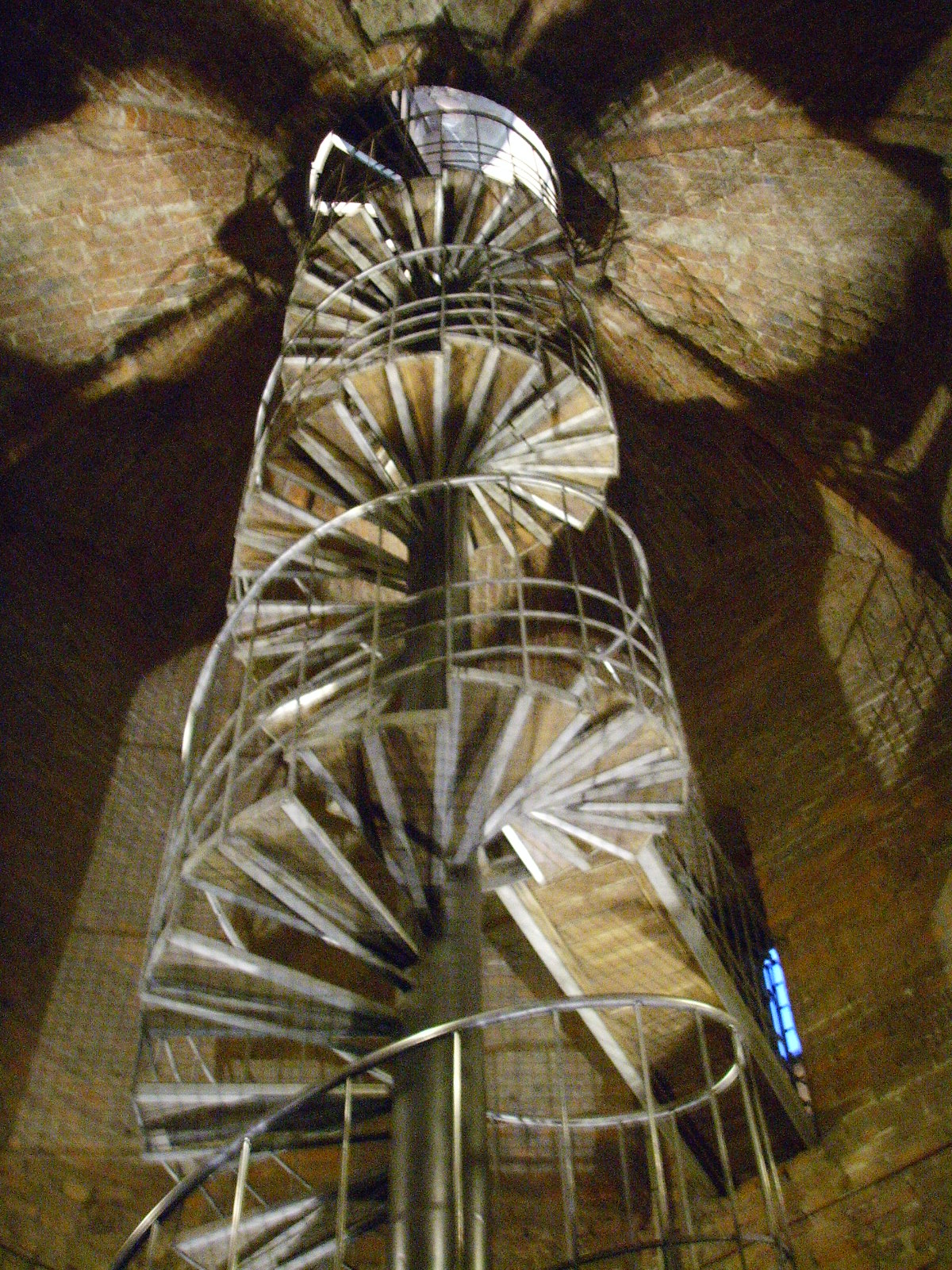
Vonalazott csavarfelület alakú csigalépcső (Torrazzo di Cremona).
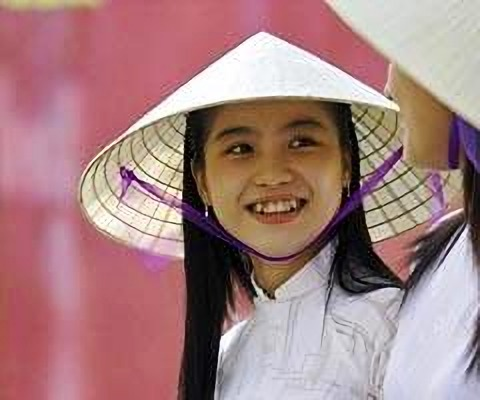
Kúp alakú szalmakalap.